# Sarah Butlerová
Sarah Butlerová (* 11. února 1985, Puyallup, Washington) je americká herečka, která ztvárnila postavu Jennifer Hillsové v thrilleru I Spit on Your Grave z roku 2010.

## Biografie
Narodila se ve washingtonském Puyallupu. Od dětství zpívala ve sboru, účastnila se pěveckých soutěží a na střední škole hrála divadlo v kroužku. V Los Angeles na University of Southern California pokračovala studiem herectví, které nedokončila. V Disneylandu poté rok a půl účinkovala jako princezna Belle v muzikálu Kráska a zvíře, zkomponovaného na motivy filmu z roku 1991. Snažila se najít agenta a ucházela se o práci v televizním světě.
Jako host se objevila v televizních seriálech Kriminálka Miami a Kriminálka New York. Ve filmu debutovala komedií A Couple of White Chicks at the Hair Dresser z roku 2007 a následně byla obsazena do hororu Flu Bird Horror, vysílaného televizní stanicí Syfy. Zahrála si v seriálu Luke 11:17, který režíroval Donem Starkem. Série byla přenášena internetovou sítí. Další příležitostí byla série I <3 Vampires, opět vysílaná na internetu.
Hlavní postavu Jennifer Hillsové si zahrála v thrilleru I Spit on Your Grave, remaku stejnojmenného kultovního snímku z roku 1978, který je řazen do podžánru rape and revenge. Přestože nejdříve roli odmítla pro nahotu a násilí, tak silný charakterový potenciál a feministická poloha postavy, ji přesvědčily k přijetí. Režie se ujal Steven M. Monroe, premiéra proběhla 8. října 2010.

## Filmografie
| Film      | Film                             | Film                   | Film                                  |
| Rok       | Film                             | Role                   | Poznámka                              |
| --------- | -------------------------------- | ---------------------- | ------------------------------------- |
| 2007      | A Couple of White Chicks at the  | Marcova asistentka     |                                       |
| 2010      | I Spit on Your Grave             | Jennifer Hills         |                                       |
| 2012      | The Philly Kid                   | Amy                    |                                       |
| 2013      | Treachery                        | Cecilia                |                                       |
| 2013      | The Demented                     | Sharley                |                                       |
| 2013      | Cizinec v nás                    | Sarah                  |                                       |
| 2013      | Twisted Tales                    | Jolene                 |                                       |
| 2014      | Free Fall                        | Jane                   |                                       |
| 2015      | Moontrap: Target Earh            | Sharon CHristine Tuner |                                       |
| 2015      | I Spit on Your Grave 3           | Jennifer Hills/Angela  |                                       |
| 2016      | Ďábelská ošetřovatelka           | Brooke                 |                                       |
| 2016      | Before the Sun Explodes          | Holly                  |                                       |
| 2017      | V pasti vášně                    | Laura Halpern          |                                       |
| 2020      | Osudové tajemství                | Lisa                   |                                       |
| Televize  |                                  |                        |                                       |
| Rok       | Název                            | Role                   | Poznámka                              |
| 2004      | Love's a Trip                    | soutěžící              |                                       |
| 2008      | Luke 11:17                       | Sandy                  | Internetový seriál                    |
| 2008      | Ptačí chřipka                    | Eva                    | Televizní film                        |
| 2008      | Kriminálka Miami                 | Kim Walderman          | Epizoda: Bombshell                    |
| 2009      | Kriminálka New York              | Alison Redman          | Epizoda: Green Piece                  |
| 2009–2010 | I <3 Vampires                    | Paige                  | Internetový seriál                    |
| 2014      | Average Joe                      | Hosteska               | Epizoda: The Birthday Blow-Out        |
| 2014      | Castle na zabití                 | Whitney Williams       | Epizoda: Once Upon a Time in the West |
| 2015      | Kriminálka: Oddělení kybernetiky | Chelsea                | Epizoda: L0m1s                        |